# میدان یانگ–داندس
میدان یانگ—-داندس (انگلیسی: Yonge–Dundas Square) یک میدان عمومی در گوشه جنوب شرقی تقاطع) خیابان یانگ و خیابان داندس شرقی در مرکز شهر تورنتو تورنتو، انتاریو، کانادا است.
در اطراف میدان، مکان‌های دیدنی دیگر، از جمله تورنتو ایتون سنتر، تئاتر ای‌دی میرویش، و ساختمان سیتی تی‌وی قرار دارند. این میدان بامتروی تورنتو در ایستگاه داندس (تورنتو) قابل دسترسی است و به پت (تورنتو) متصل است.